# Arbanitis
Arbanitis este un gen de păianjeni din familia Idiopidae.
Cladograma conform Catalogue of Life:
{{Clade
| label1 = Idiopidae 
| 1={{Clade
| label1 =  Arbanitis 
| 1=
|  | Arbanitis beaury         |
|  |                          |
|  | Arbanitis longipes       |
|  |                          |
|  | Arbanitis robertcollinsi |
|  |                          |

| 2=Aganippe
| 3=Anidiops
| 4=Blakistonia
| 5=Cantuaria
| 6=Cataxia
| 7=Ctenolophus
| 8=Eucyrtops
| 9=Euoplos
| 10=Galeosoma
| 11=Genysa
| 12=Gorgyrella
| 13=Heligmomerus
| 14=Hiboka
| 15=Idiops
| 16=Idiosoma
| 17=Misgolas
| 18=Neocteniza
| 19=Prothemenops
| 20=Scalidognathus
| 21=Segregara
| 22=Titanidiops